# Петриковский, Сергей Иванович
Серге́й Ива́нович Петрико́вский (3 сентября 1894, Люблин, Царство Польское, Российская империя, ныне Польша, — 29 января 1964, Москва) — российский революционер, советский военный деятель, генерал-майор инженерно-технической службы (1943).

## Биография

### Молодые годы
Родился в мещанской семье православного вероисповедания. Отец Петриковский Иван-Варфоломей Семенович — учитель, мать Петриковская (Костецкая) Изабелла Ивановна — домохозяйка. Закончил Люблинскую гимназию, хорошо владел польским языком. С 1911 года — член РСДРП, большевик. В 1914—1915 — студент Петроградского университета, активист «Правды», работал при думской фракции большевиков.

### Первая мировая война и Революция
В 1914 ездил по партийному заданию в Краков к В. И. Ленину и организовал транспортировку людей и литературы через Люблин. 
 В марте 1915 арестован и сослан в Восточную Сибирь.
Летом 1916 призван в армию. Участвовал в создании большевистских организаций в воинских частях. Будучи солдатом 1-го запасного пулеметного полка Петроградского гарнизона, участвовал в Февральской Революции 1917 года в Петрограде. Член Василеостровского райкома и Военной организации ЦК РСДРП(б), делегат Петроградской и Апрельской конференций РСДРП(б). Работал в Василеостровском райкоме партии Петрограда с Верой Слуцкой.
1 сентября 1917 года Петриковский, после окончания четырёхмесячного ускоренного курса Владимирского военного училища, был произведён в прапорщики и направлен для продолжения службы в Харьков. Активный участник Октябрьской революции в Харькове: был председателем Военно-революционного комитета, в декабре 1917 был назначен начальником революционного гарнизона Харькова.

### Гражданская война
В марте 1918 года, в связи с оккупацией Харькова немецкими войсками, эвакуировался в Москву. Летом 1918 года работал в «нейтральной зоне» между Украинской державой и Советской Россией в качестве начальника штаба повстанческого участка Унеча — Зерново. Занимался формированием первых регулярных украинских советских воинских частей. Действовал под псевдонимом Петренко Пётр Николаевич.
В сентябре 1918 года был назначен начальником штаба 1-й Украинской повстанческой дивизии, некоторое время исполнял обязанности начальника дивизии. Известен как один из участников переговоров с немцами во время так называемых «лыщичских братаний» в ноябре 1918 года.
В январе 1919 года был назначен начальником штаба Заднепровской дивизии с исполнением обязанностей командира 2-й бригады. Вместе с начдивом П. Е. Дыбенко вёл переговоры с Н. И. Махно и Н. А. Григорьевым, войска которых впоследствии вошли в состав этой дивизии.
Из воспоминаний С. И. Петриковского:

Мне пришлось вести первые переговоры с атаманом Григорьевым о переходе его отрядов на сторону Советской власти. Вместе с Павлом Ефимовичем мы ездили первыми советскими представителями в Гуляйполе к батьке Махно, где договаривались об условиях вхождения его отрядов в Красную Армию … 
С марта 1919 года командовал группой войск на Крымском направлении, участвовал в освобождении украинскими советскими войсками Крыма. В апреле 1919 года был назначен начальником 1-й Крымской дивизии, затем замнаркомвоенмора Крымской ССР с исполнением обязанностей начальника штаба Крымской советской армии.
А. Е. Скачко справедливо сетует в телеграмме П. Е. Дыбенко: «Прошу сообщить о скольких головах тов. Петренко, ибо он у вас состоит начальником штаба дивизии, командует второй бригадой, и он же предназначен к командованию Крымской бригадой…».
При уходе войск Антанты из Севастополя в середине апреля 1919 заключил с ними соглашение о перемирии. Под соглашением поставили свои подписи Сергей Петриковский, комиссар дивизии Астахов и французский полковник Труссон.
В июне 1919 года был арестован по приказу Л. Д. Троцкого за самовольное заключение соглашения с противником. По ходатайству Дмитрия Ульянова перед Лениным обвинение с Петриковского было снято, он был освобождён от ответственности и откомандирован в 12-ю армию для формирования кавалерийской бригады.
В августе 1919 года был назначен командиром Особой кавалерийской бригады 12-й армии при 44-й стрелковой дивизии (бригада лишь формально входила в состав дивизии).
После гибели Н. А. Щорса в сентябре 1919 года был отстранён от командования кавбригадой и направлен в штаб армии, где назначен руководить работой по организации партизанского движения в тылу армии Деникина.
В декабре 1919 года был откомандирован в распоряжение М. В. Фрунзе и в январе 1920 назначен военным комиссаром 25-й Чапаевской дивизии.
В мае 1920 года был командирован в распоряжение Реввоенсовета Юго-Западного фронта, в июне 1920 назначен начальником 52-й стрелковой дивизии и командиром группы войск на Перекопском направлении.
В сентябре 1920 года был назначен начальником 40-й стрелковой дивизии. В октябре 1920 был освобожден от командования 40-й дивизией по состоянию здоровья и направлен в штаб Южного фронта.
В 1921—1922 годах — военком Главного военно-хозяйственного управления и заместитель военкома Главначснаба РККА.

### Мирное время
После гражданской войны С. И. Петриковский работает на различных административно-хозяйственных должностях.
С 1932 года обучается и в 1937 году с отличием заканчивает Военно-воздушную академию им. Жуковского.
В 1935 приказом Наркома обороны СССР Петриковскому С. И. присвоено звание бригадный комиссар, в 1938 — бригинженер.

### Великая Отечественная война

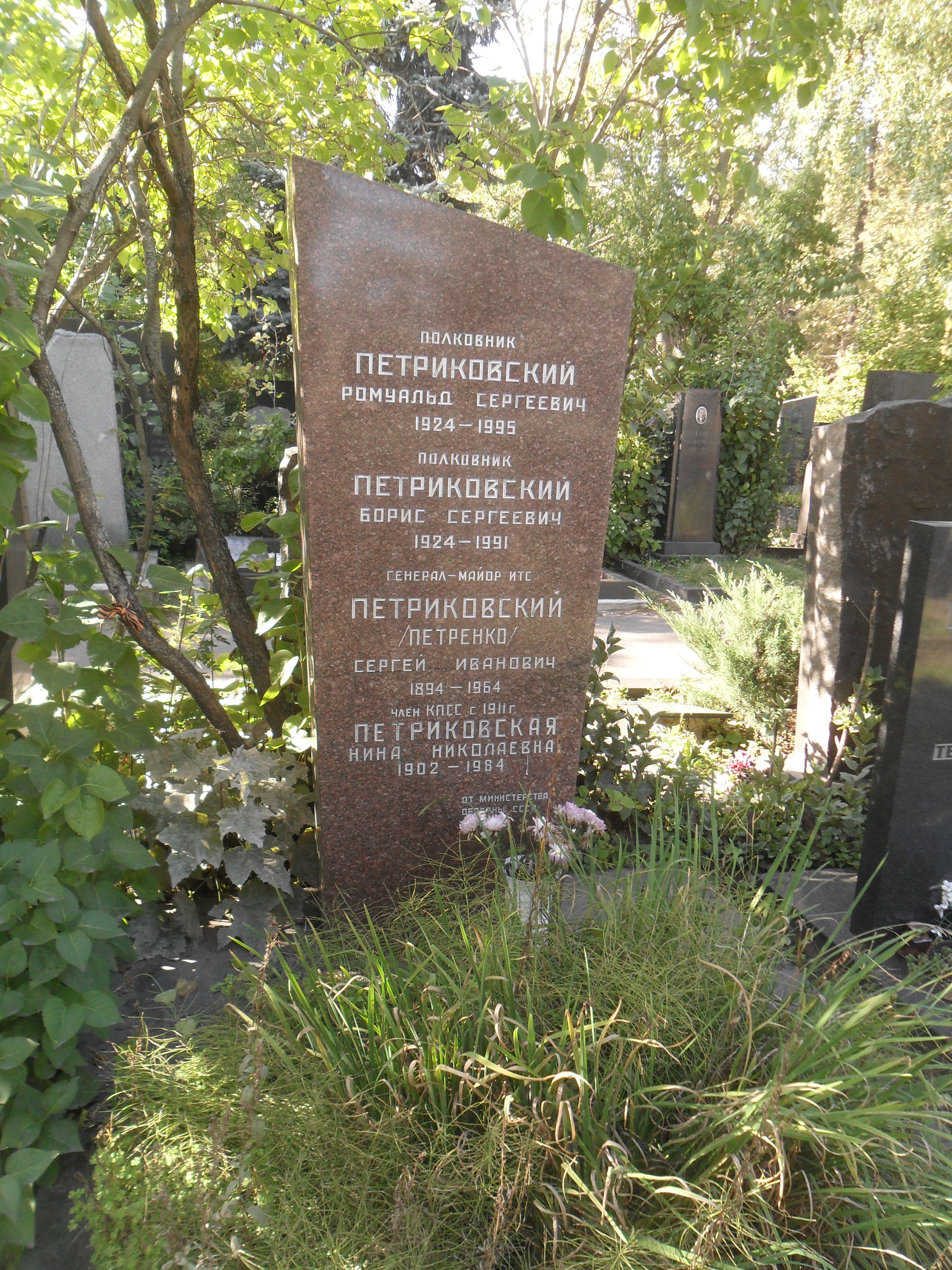
Могила Петриковского на Новодевичьем кладбище Москвы.

Во время Великой Отечественной войны — на ответственной работе в военной промышленности. С 1943 года — генерал-майор инженерно-технической службы. В начальный период войны осуществляет инспекторские поездки по фронтам, затем назначается начальником Центральной авиаремонтной и научно-экспериментальной базы ВВС.

### Послевоенные годы
После войны работал заведующим военной кафедрой Московского авиационного технологического института. Принимал активное участие в общественно-политической жизни, выступал на радио и телевидении с воспоминаниями о революции и встречах с Лениным. В 1962 году провел частное расследование обстоятельств гибели Н. А. Щорса и пришёл к выводу, что начдив был преднамеренно убит.
Умер 25 января 1964 года, похоронен в Москве на Новодевичьем кладбище.

## Награды
- орден Ленина
- два ордена Красного Знамени
- орден Отечественной войны 1-й степени
- медали

## Сочинения
Петриковский Сергей Иванович — автор ряда статей о революции и гражданской войне в России:
- С. И. Петриковский. Вера Слуцкая // Славные большевички / Сборник подг. Е. Д. Стасовой, Ц. С. Бобровской (Зеликсон) и А. М. Иткиной. — М.: Госполитиздат, 1958. — С. 259—269. — 323 с. — 100,000 экз.